# Quis custodiet ipsos custodes?

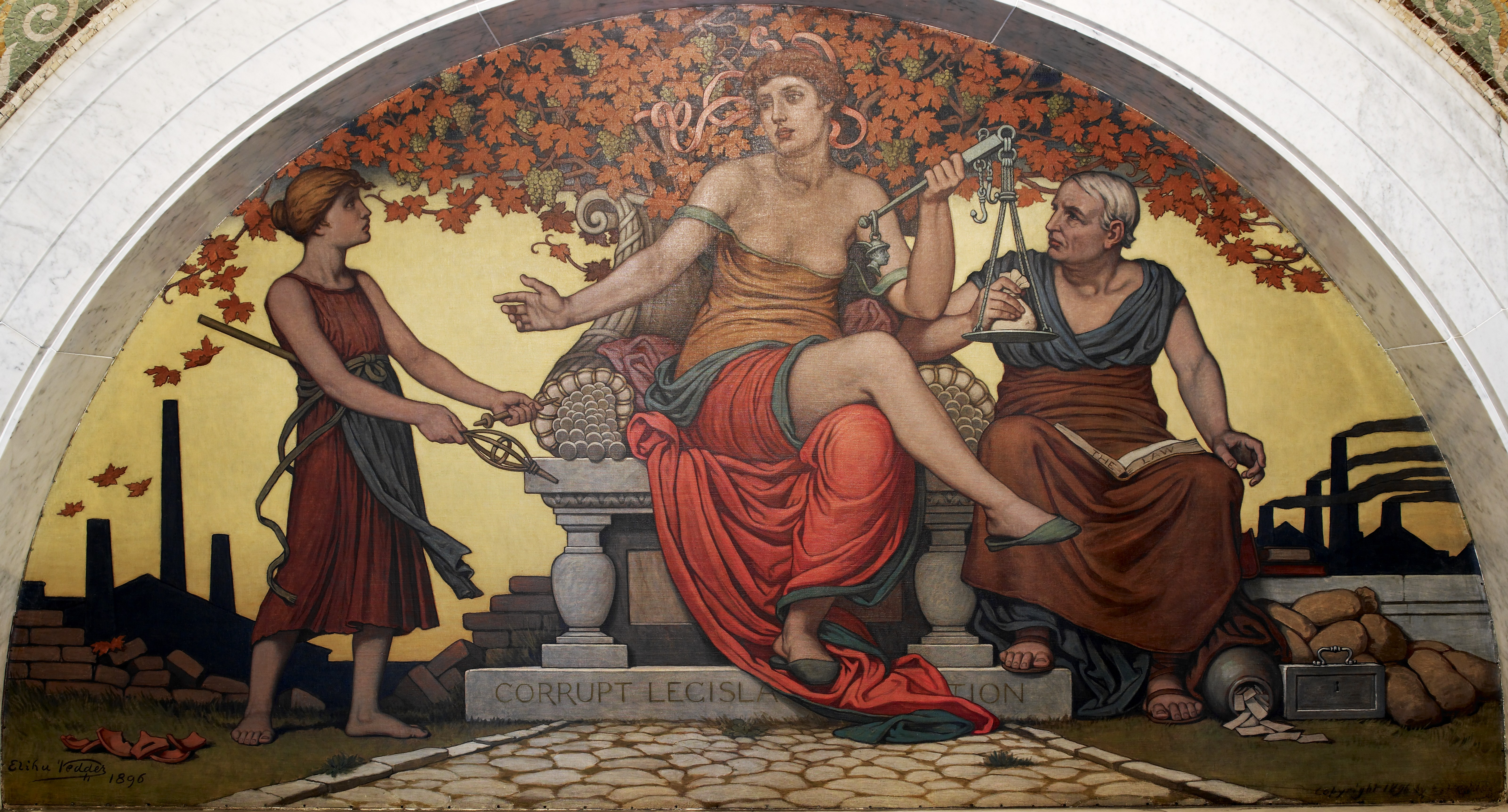
Elihu Vedder: Corrupció, mural de 1896

«Quis custodiet ipsos custodes?» és un políptot llatí del poeta romà Juvenal, en diverses ocasions traduïda com «Qui vigilarà els vigilants?", "Qui guardarà els guardians?», i altres expressions similars.
En l'ús modern, la frase s'empra per definir el problema genèric de com controlar els que controlen un determinat entorn, associant-la freqüentment a la filosofia política de Plató i al problema de la corrupció política, però la font original no té cap connexió coneguda ni amb Plató ni amb la teoria política.
El context original tracta del problema d'assegurar la fidelitat matrimonial, i el passatge on apareix es publica en edicions de les Sàtires de Juvenal. S'ha qüestionat, però, si el text pertanyia a les Sàtires originals, o bé és una addició posterior, no encunyada pel poeta llatí.

## Història
La frase ha estat incorrectament atribuïda a Plató per la seva obra sobre el govern i la moral República. Però al text no hi ha cap frase que es pugui considerar sinònima o amb un paral·lelisme directe. En la República, una societat perfecta (putativament) tal com la descriu Sòcrates, el personatge principal de l'obra (vegeu diàleg socràtic), es basa en obrers, esclaus i comerciants. La classe guardiana hi és per protegir la ciutat. La qüestió que se li presenta a Sòcrates és «qui guardarà els guardians?", o "¿qui ens protegirà dels protectors?». La resposta de Plató a aquesta pregunta és que aquests es cuidaran ells mateixos. Afirma que s'ha de dir als guardians una "mentida pietosa», que consistirà a fer-los creure que són millors que aquells a qui presten servei i que, per tant, és la seva responsabilitat vigilar i protegir els inferiors. Afirma que cal inculcar en ells una aversió pel poder o els privilegis, i que els guardians governaran perquè creuen que és just que així sigui, i no per ambició.

## Ús
La frase ha estat utilitzada des de llavors per moltes persones per reflexionar sobre la insoluble qüestió d'on ha de residir el poder últim. La forma en què les modernes democràcies tracten de resoldre aquest problema es troba en la separació de poders: la idea és no donar mai el poder en última instància a un sol grup, sinó que s'ha de permetre que cadascun (executiu, legislatiu i judicial) prengui decisions diferents que es puguin contraposar.

## Origen
La frase, que normalment se cita en llatí, prové de les  Sàtires  de Juvenal, escriptor satíric romà dels segles I i II dC. Encara que en el seu ús modern la frase s'aplica de manera universal i intemporal a conceptes com governs tirànics, dictadures opressives i la corrupció o l'excés de zel judicial o policial, en el context del poema de Juvenal es refereix a la impossibilitat de guardar la conducta moral de les dones quan els guardians (custodes) són corruptibles (Sàtira VI 346-348):
| audio quid ueteres olim moneatis amici, "pone seram, cohibe." sed quis custodiet ipsos— custodes? cauta est et ab illis incipit uxor. | Sento sempre el retret dels meus amics: "Tanca-la, controla-la!" Però qui vigila els vigilants? Els plans de les esposes comencen amb ells. |
No obstant això, alguns estudiosos moderns consideren aquestes tres línies com una interpolació inserida en el text. El 1899 un estudiant d'Oxford, E.O. Winstedt, va descobrir un manuscrit (ara conegut com a O, per  Oxoniensis) que contenia 34 línies que alguns creuen que han estat omeses en altres manuscrits del poema de Juvenal. El debat sobre aquest manuscrit encara està obert, però es considera que fins i tot en l'eventualitat que no hagués estat el text original del poeta, és probable que conservi el context original de la frase. Si aquest fos el cas, el context del manuscrit original d'Oxford (O 29-33) seria el següent:
| … noui consilia et ueteres quaecumque monetis amici, "pone seram, cohibes." sed quis custodiet ipsos— custodes? qui nunc lasciuae furta puellae hac mercede silent crimen commune tacetur. | ... Sé el pla que els meus amics sempre m'aconsellen adoptar: "Tanca-la, controla-la!" Però qui pot vigilar els vigilants? Ells no en diuen res dels secrets de la noia i l'obtenen com a pagament, tots s'ho callen... |

## Cultura popular
- "Qui vigila els vigilants?", La traducció popular de " Quis custodiet ipsos custodes? ", va ser utilitzada per Alan Moore com a inspiració per al títol de la seva aclamada novel·la gràfica Watchmen, en el que la frase es tradueix com "Qui vigila els vigilants?".
- En l'episodi de la sèrie de televisió Seinfeld, Kramer comenta sobre la seva nova ràdio que sintonitzava la freqüència de la policia: "Estic vigilant els vigilants, Jerry!"
- "Qui observa els observadors?" va ser el títol d'un episodi de Star Trek: The Next Generation, on la tripulació de la nau Enterprise havia de desfer el dany causat a una cultura primitiva per un equip d'investigació antropològica.
- Dan Brown utilitza aquesta cita en la seva novel·la La fortalesa digital, on el tema és "qui vigila els vigilants?", donant un enfocament modern a les qüestions ètiques que envolten les escoltes telefòniques i l'Agència de Seguretat Nacional estatudinenca.
- Apareix en la sèrie de novel·les de Terry Pratchett Discworld, especialment les que se centren en la Guàrdia d'Ank-Morpork i el seu comandant, Sam Vimes. A la pregunta de "qui vigila els vigilants?" Vimes sol respondre "Jo" o "Tots ens vigilem els uns als altres".
- Al final de l'episodi Tardor Dividida de la sèrie animada Lliga de la Justícia Il·limitada, Batman pregunta a Green Arrow, "Quis custodiet ipsos custodes?"
- William S. Burroughs va escriure un poema amb totes les combinacions possibles de les paraules que componen la frase "quis custodiet ipsos custodes?".
- Quis Ipsos custodiet custodes? és el lema de la "Patrulla de l'Espai" en la novel·la de Robert A. Heinlein Space Cadet.
- En l'episodi "Guerra Mental" de la sèrie de televisió Babylon 5, Susan Ivanova comenta "Sí, però qui vigila els vigilants?"
- En un episodi dels Simpson Homer crea un grup de vigilants que intenten trobar el lladre Gat. Lisa, preocupada pel seu abús de poder pregunta: "Si aquesta és la policia, qui serà la policia de la policia?" a què Homer respon: "No sé, els guardacostes?"
- Quis custodiet ipsos custodes?, es pregunta Miles Teg, en el cinquè llibre de la sèrie de Duna de Frank Herbert Heretics of Dune mentre reflexiona sobre la diferència entre la justícia i la igualtat social.